# Skolstart
Skolstart innebär vanligtvis den ålder som barn börjar i ett lands obligatoriska skola.
En bestämd ålder har vanligtvis varit satt av staten eller delstat. Med flexibel skolstart kan dock föräldrarna bestämma ungefär när deras barn skall börja. Det brukar röra sig om något år.

## Sverige
I Sverige infördes folkskola år 1842, och den svenska skolstartsåldern kom snart att sättas till sju. Den kunde dock sänkas till sex om barnen ansågs väldigt duktiga för sin ålder. Barn som ansågs ha svårt att sitta still däremot, kunde få vänta ett år och börja vid åtta. 
Den 1 juli 1991 beslutade Sveriges regering att i framtiden ändrade på detta, och flexibel skolstart infördes där föräldrarna valde sex eller sju års ålder, med en övergångsperiod som avslutats 1997.

### Fotnoter
1. ↑  Eva Brandberg (13 augusti 2009). ”Leka skriva å så lära mig saker”. Göteborgs universitet. https://gupea.ub.gu.se/bitstream/2077/23679/1/gupea_2077_23679_1.pdf. Läst 9 oktober 2012.